# Festival des 3 Continents 2017
Le Festival des 3 Continents 2017, 39e édition du festival, s'est déroulé du 21 au 28 novembre 2017.

## Déroulement et faits marquants
La programmation est dévoilée le 8 novembre 2017. En plus des 8 films en compétition officielle, il y aura une rétrospective consacrée au cinéma argentin et une autre au réalisateur sud-coréen Shin Sang-ok,.
Le 28 novembre 2017, le palmarès est dévoilé et c'est le film Comme un cheval fou (Xun Ma) de Tao Gu qui remporte la Montgolfière d'or du meilleur film. La Montgolfière d'argent est remporté par Angels Wear White (嘉年华, Jia Nian Hua) de Vivian Qu, le prix du Jury Jeune par Les Versets de l'oubli (Los versos del olvido) de Alireza Khatami et le prix du public par Newton de Amit Masurkar.

## Jury
- Arnaud Fleurent-Didier, chanteur, compositeur et producteur
- Valérie Mairesse, actrice
- João Pedro Rodrigues, réalisateur
- Colombe Schneck, journaliste, écrivain et réalisatrice
- Élie Wajeman, réalisateur

## Sélection

### En compétition
- Les Versets de l'oubli (Los versos del olvido) de Alireza Khatami  Chili
- Toublanc de Iván Fund  Argentine
- Adiós entusiasmo de Vladimir Duran  Argentine  Colombie
- Comme un cheval fou (Xun Ma) de Tao Gu  Chine
- Angels Wear White (嘉年华, Jia Nian Hua) de Vivian Qu  Viêt Nam
- Le Lion est mort ce soir de Nobuhiro Suwa  Japon
- Newton de Amit Masurkar  Inde
- The Brawler (Mukkabaaz) de Anurag Kashyap  Inde

### Séances spéciales
- I Am Not a Witch de Rungano Nyoni  Zambie
- Les Bonnes Manières (As Boas Maneiras) de Marco Dutra et Juliana Rojas  Brésil
- Le Rire de Madame Lin (Last Laugh) de Tao Zhang  Chine  Hong Kong
- Madame Fang (方绣英, Fang Xiu Ying) de Wang Bing  Chine  Hong Kong
- Seule sur la plage la nuit ((밤의 해변에서 혼자, Bamui haebyun-eoseo honja) de Hong Sang-soo  Corée du Sud
- Les destinées d'Asher (Scaffolding) de Matan Yair  Israël  Pologne
- Wajib de Annemarie Jacir  Palestine (film d'ouverture)

### Une véritable histoire ducinéma argentin
- Juan, como si nada hubiera sucedido de Carlos Echeverría
- Los inundados de Fernando Birri
- La ley que olvidaron de José Agustín Ferreyra
- Historia de una noche de Luis Saslavsky
- La guerra gaucha de Lucas Demare
- No abras nunca esa puerta de Carlos Hugo Christensen
- Tire dié de Fernando Birri
- Amorina de Hugo del Carril
- Pajarito Gómez, una vida feliz de Rodolfo Kuhn
- Este es el romance del Aniceto y la Francisca... de Leonardo Favio
- Breve cielo de David José Kohon
- Puntos suspensivos de Edgardo Cozarinsky
- Los traidores de Raymundo Gleyzer
- La parte del león de Adolfo Aristarain
- Habeas Corpus de Jorge Luis Acha
- Rapado de Martín Rejtman
- Pizza, birra, faso de Bruno Stagnaro et Adrián Caetano
- La ciénaga de Lucrecia Martel
- La mecha de Raúl Perrone
- Parapalos de Ana Poliak
- Tierra de los padres de Nicolás Prividera
- El escarabajo de oro de Alejo Moguillansky et Fia-Stina Sandlund
- Cuatreros de Albertina Carri

### Hommage au réalisateur sud-coréenShin Sang-ok
- A College Woman’s Confession
- Une fleur en enfer (지옥화, Jiokhwa)
- A Sister’s Garden
- Dongsimcho
- A Romantic Papa
- Madam White Snake
- Evergreen Tree
- Le Locataire et ma mère
- Le Roi Yonsan
- L’Arche de Chasteté
- Tyrant Yeonsan
- Le riz
- Samyong le muet
- Eunuque'

### Exil(s): devenir étranger
- Quando chegar o momento (Dôra) de Luiz Alberto Sanz et Lars Säfström
- Aujourd'hui de Raoul Ruiz  Chili  France
- Ta'ang de Wang Bing  Chine  Hong Kong
- America, America de Elia Kazan  États-Unis
- Teza de Haile Gerima  Éthiopie
- Mahmoud Darwich : et la terre, comme la langue de Simone Bitton  France
- Des Spectres hantent l'Europe (Fantasmata planiountai pano apo tin Europi) de Maria Kourkouta et Niki Giannari  France
- Song of Exile de Ann Hui  Hong Kong

### De l'autre côté des apparences: merveilleux, fantastique et autres étrangetés
- Telepolis (La antena) de Esteban Sapir  Argentine
- Détective Dee : Le Mystère de la flamme fantôme de Tsui Hark  Chine  Hong Kong
- The Host de Bong Joon-ho  Corée du Sud
- Aujourd'hui de Alain Gomis  Sénégal  France
- Shara de Naomi Kawase  Japon
- Rêves de Akira Kurosawa  Japon
- Macario de Roberto Gavaldón  Mexique

### Produire au sud
- Les initiés (Inxeba) de John Trengove  Afrique du Sud
- Nalu on the Border de Cristiane Oliveira  Brésil  Uruguay
- The Last Painting de Chen Hung-i  Taïwan

### Premiers pas vers les 3 continents
- La Flûte du bouvier de Te Wei et Qian Jiajun  Chine
- Le Grelot du faon de Tang Cheng et Wu Qiang  Chine
- La Petite Vendeuse de soleil de Djibril Diop Mambety  France  Sénégal  Suisse
- Ponyo sur la falaise de Hayao Miyazaki  Japon

## Palmarès
- Montgolfière d'or : Comme un cheval fou (Xun Ma) de Tao Gu
- Montgolfière d'argent : Angels Wear White (嘉年华, Jia Nian Hua) de Vivian Qu
- Prix du Jury Jeune : Les Versets de l'oubli (Los versos del olvido) de Alireza Khatami
- Prix du public : Newton de Amit Masurkar